# 東方快車謀殺案 (日本電視劇)
《東方快車謀殺案》，是改編自著名英國推理小說作家阿嘉莎·克莉絲蒂的同名作品的電視劇，為富士電視台開局55週年特別劇，由野村萬齋主演。此劇亦是編劇三谷幸喜自《古畑任三郎》以來，睽違九年的推理劇本。

## 設定概要
此作的時空背景設定移至昭和初期的日本，列車名稱為「特急東洋」。而在連續兩夜的企劃中，「第一夜」著重於忠實描寫原作；「第二夜」開始，由犯人（乘客相關者）的視點描寫命案事件的經過，此部分為全新的創作。

## 製作拍攝
編劇三谷幸喜在小學及中學時，因閱讀了原作和同名電影版《東方快車謀殺案》，而極為憧憬此作品。此特別劇為三谷幸喜和製作人重岡由美子在2010年合作過50週年紀念劇《我家的歷史》之後的再度合作。企劃歷經六年，導演由三谷多年來合作數次的搭檔河野圭太出任，持有版權的英國相關人士亦對主角赫丘勒·白羅（野村萬齋 飾）的選角表示滿意。
2014年9月上旬，開始進行拍攝，並發表第一階段的演員陣容。同年9月14日，正式舉行記者會。

## 登場人物

### 列車席次表
| 二等客室（二段式床鋪，雙人房）               | 二等客室（二段式床鋪，雙人房） | 二等客室（二段式床鋪，雙人房） | 二等客室（二段式床鋪，雙人房） | 一等客室（單人房） | 一等客室（單人房） | 一等客室（單人房） | 一等客室（單人房） | 一等客室（單人房） | 一等客室（單人房） | 一等客室（單人房） | 一等客室（單人房） |
| 1號房                                        | 2號房                          | 3號房                          | 4號房                          | 5號房              | 6號房              | 7號房              | 8號房              | 9號房              | 10號房             | 11號房             | 12號房             |
| -------------------------------------------- | ------------------------------ | ------------------------------ | ------------------------------ | ------------------ | ------------------ | ------------------ | ------------------ | ------------------ | ------------------ | ------------------ | ------------------ |
| 保土田民雄 益田悦夫                          | 幕内平太                       | 晝出川澄子                     | 馬場舞子 吳田園子              | 能登巖             | 勝呂武尊           | 命案現場 藤堂修    | 羽鳥夫人           | 安藤伯爵           | 安藤伯爵夫人       | 轟侯爵夫人         | 羽佐間才助         |
| 其他：三木武一（車掌室）、莫、須田（普通房） |                                |                                |                                |                    |                    |                    |                    |                    |                    |                    |                    |

### 主要角色
- 勝呂武尊：野村萬齋

本作主角，名偵探。對應原作的赫丘勒·白羅。
- 馬場舞子：松嶋菜菜子

家庭教師。對應原作的瑪麗·德本漢。
- 幕內平太：二宮和也[6]

事件被害人的秘書。對應原作的赫克特·麥奎恩。
- 安藤良子：杏[6]

安藤伯爵的妻子。對應原作的安雷尼伯爵夫人。
- 安藤龍之介伯爵：玉木宏

外交官。對應原作的安雷尼伯爵。
- 能登巖：澤村一樹

陸軍大佐。對應原作的阿布思諾上校。
- 羽佐間才助：池松壯亮

鋼筆販售員。對應原作的賽勒斯·哈德曼。
- 吳田園子（呉田その子） - 八木亞希子（日语：八木亜希子）

在教會工作的女性。對應原作的葛蕾塔·奧爾森。
- 晝出川澄子：青木沙耶加

轟侯爵夫人的女傭。對應原作的希德加第·施米特。
- 保土田民雄：藤本隆宏（日语：藤本隆宏 (俳優)）

進口車推銷員。對應原作的安東尼奧·福卡雷利。
- 羽鳥夫人：富司純子

喋喋不休的夫人，本名「羽鳥典子」。對應原作的赫伯德夫人。
- 莫：高橋克實

鐵道省的高官，乘務員的上司。對應原作的布克。
- 須田：笹野高史（日语：笹野高史）

外科醫生。對應原作的康斯坦丁醫生。
- 益田悅夫：小林隆（日语：小林隆）

事件被害者的管家。對應原作的愛德華·馬斯特曼。
- 轟侯爵夫人：草笛光子

本名「轟奈津」。對應原作的卓戈米羅夫公主。
- 三木武一：西田敏行

「特急東洋」的乘務員。對應原作的皮耶·米歇爾。
- 藤堂修／笠原健三：佐藤浩市

實業家。殺人事件被害人。對應原作的賽謬爾·雷契特／卡賽第。

### 剛力家
- 剛力曾根子：吉瀨美智子[7]

剛力大佐夫人。對應原作的索尼婭·阿姆斯壯。
- 剛力大佐：石丸幹二

陸軍大佐。對應原作的岩士唐上校。
- 剛力聖子：小林星蘭（日语：小林星蘭）

剛力大佐的女兒。對應原作的戴西·岩士唐。
- 三木小百合：黑木華

剛力家的女傭。對應原作的蘇珊。

### 其他
- ：山寺宏一（第2夜）

咖啡廳店主，羽鳥夫人女演員時期的影迷。
出典

## 製作團隊
- 原作：阿加莎·克里斯蒂
- 劇本：三谷幸喜
- 導演：河野圭太
- 音樂：住友紀人、大多亮
- 製作人：重岡由美子、橋本芙美、元村次宏
- 製作：共同電視、石原隆
- 出品：富士電視台

## 播出日期
| 集數   | 播出日期       | 收視率 |
| ------ | -------------- | ------ |
| 第一夜 | 2015年01月11日 | 16.1%  |
| 第二夜 | 2015年01月12日 | 15.9%  |

## 外部連結
- （日語）